# Стрела (станция)
Стрела — железнодорожная станция Омского отделения Западно-Сибирской железной дороги, расположенная на линии «Омск — Иртышское» юго-восточнее посёлка Таврическое.
Одноименный посёлок при станции.

## История
Открыта в 1960 году одновременно с пуском движения по линии «Омск — Иртышское» на юг от Транссиба.
По некоторым данным, станция первоначально называлась «Таврическая», по близлежащему посёлку, но впоследствии переименована — по условному наименованию в/ч 55026, расположенной недалеко от посёлка, чьими силам была осуществлена реконструкция станции.

## Пассажирское движение
Пригородное и местное сообщение
На 2016 год пригородное сообщение представлено тремя парами электропоездов, связывающими Таврическое с Омском и станциями юга области на Иртышском направлении.
Поезда дальнего следования
В дальнем сообщении Стрела является, как правило, первой остановкой при движении от Омска. По состоянию на 2017 год на станции останавливается одна пара поездов — № 109/110Н Омск — Рубцовск.
| № поезда | Маршрут движения | № поезда | Маршрут движения |
| -------- | ---------------- | -------- | ---------------- |
| 109      | Омск — Рубцовск  | 110      | Рубцовск — Омск  |

## Грузовая работа
По объему выполняемой работы станция относится к 4 классу, открыта для грузовой работы по параграфу 3.